# Briefmarken-Jahrgang 1872 der Deutschen Reichspost
Der Briefmarken-Jahrgang 1872 der Deutschen Reichspost ist der erste Briefmarkenjahrgang des im Januar 1871 gegründeten Deutschen Kaiserreichs. Im April 1871 wurde die Ausgabe von gemeinschaftlichen Briefmarken für fast alle deutschen Bundesstaaten zum 1. Januar 1872 verfügt; lediglich die beiden Königreiche Bayern und Württemberg behielten ihre Posthoheit bis nach dem Ersten Weltkrieg und hatten damit ihre eigenen Briefmarkenausgaben (siehe Postgeschichte und Briefmarken Bayerns und Postgeschichte und Briefmarken Württembergs).
Die Gestaltung der Marken der Gemeinschaftsausgabe erfolgte durch einen weißen Prägedruck des Reichsadlers mit dem kaiserlichen Brustschild in einem farbigen Rahmen. Zwei zusätzliche Marken, die lediglich mit der Portostufe auf farbigem Grund gedruckt wurden, waren nur für den Innendienst bestimmt. Damit umfasste die erste Dauerserie des Deutschen Reichs 28 Werte.
Die insgesamt 26 Brustschildmarken können philatelistisch hinsichtlich der Art der Prägung des Adlers in je eine Ausgabe mit einem "Kleinen Brustschild", die in der ersten Phase gedruckt wurde, und eine mit einem "Großen Brustschild", die ab Juni 1872 verwendet wurde, unterschieden werden. Beide Ausgaben umfassten wiederum je sieben Werte in Groschen- und sechs in Kreuzerwährung. Diese Aufteilung war notwendig, da die gemeinsame Währung im deutschen Kaiserreich zwar die Mark war, aber in Norddeutschland und im sogenannten Reichsland Elsaß-Lothringen zunächst noch Taler und Groschen (1 Taler = 30 Groschen) umliefen, dagegen Gulden und Kreuzer (1 Gulden [1,71 Mk.] = 60 Kreuzer) in Süddeutschland (Baden, Hessen, Hohenzollern-Sigmaringen, Coburg, Sachsen-Meiningen, Schwarzburg-Rudolstadt sowie im Gebiet der ehemaligen Freien Stadt Frankfurt a. M.).
Die ausgegebenen Briefmarken in der Währung Kreuzer sowie die Groschenwerte kleiner 1 Groschen waren bis zum 31. Dezember 1874 gültig, die Groschenausgaben ab 1 Groschen aufwärts blieben bis zum 31. Dezember 1875 gültig.
Hinweis: Die Gebühren für die Postsendungen lagen bei
Postkarten
- bis 30. Juni 1872: 1 Groschen bzw. 3 Kreuzer
- ab 1. Juli 1872: ½ Groschen bzw. 2 Kreuzer bzw. 5 Pfennig

Briefe im Inland
- Bis 1 Loth (15 Gramm): 1 Gr. bzw. 3 Kr. bzw. 10 Pfennig
- 15 bis 250 Gramm: 2 Gr. bzw. 7 Kr. bzw. 20 Pfennig

Einschreiben
2 Gr. bzw. 7 Kr. bzw. 20 Pfennig
Rückschein (Retour-Recepisse)
2 Gr. bzw. 7 Kr. bzw. 20 Pfennig.

## Liste der Ausgaben und Motive
Legende
- Bild: Eine bearbeitete Abbildung der genannten Marke. Das Verhältnis der Größe der Briefmarken zueinander ist in diesem Artikel annähernd maßstabsgerecht dargestellt.
- Beschreibung: Eine Kurzbeschreibung des Motivs und/oder des Ausgabegrundes. Bei ausgegebenen Serien oder Blocks werden die zusammengehörigen Beschreibungen mit einer Markierung versehen eingerückt.
- Werte: Der Frankaturwert der einzelnen Marke: Im Norden des Reichs in Taler und Groschen, im Süden in Gulden und Kreuzer.
- Ausgabedatum: Das erstmalige Datum des Verkaufs dieser Briefmarke.
- Gültig bis: Das Datum, an dem die Gültigkeit endete.
- Auflage: Soweit bekannt, wird hier die zum Verkauf angebotene Anzahl dieser Ausgabe angegeben.
- Entwurf: Soweit bekannt, wird hier angegeben, von wem der Entwurf dieser Marke stammt.
- MiNr.: Diese Briefmarke wird im Michel-Katalog unter der entsprechenden Nummer gelistet.

| Groschen |                                                    |                   |                       |                   |         |           |       |
| Bild     | Beschreibung                                       | Werte in Groschen | Ausgabe- datum (1872) | gültig bis        | Auflage | Entwurf   | MiNr. |
|          | Kleiner Brustschild, Groschen                      | 1/4               | 1. Januar             | 31. Dezember 1874 |         | Schilling | 1     |
|          |                                                    | 1/3               | 1. Januar             | 31. Dezember 1874 |         | Schilling | 2     |
|          |                                                    | 1/2               | 1. Januar             | 31. Dezember 1874 |         | Schilling | 3     |
|          |                                                    | 1                 | 1. Januar             | 31. Dezember 1875 |         | Schilling | 4     |
|          |                                                    | 2                 | 1. Januar             | 31. Dezember 1875 |         | Schilling | 5     |
|          |                                                    | 5                 | 1. Januar             | 31. Dezember 1875 |         | Schilling | 6     |
|          | wie MiNr. 3, jedoch geringfügig geänderter Farbton | 1/2               | 1. April              | 31. Dezember 1874 |         | Schilling | 14    |
|          | Großer Brustschild, Groschen                       | 1/4               | 1. Juni               | 31. Dezember 1874 |         | Schilling | 16    |
|          |                                                    | 1/3               | 1. Juni               | 31. Dezember 1874 |         | Schilling | 17    |
|          |                                                    | 1/2               | 1. Juni               | 31. Dezember 1874 |         | Schilling | 18    |
|          |                                                    | 1                 | 1. Juni               | 31. Dezember 1875 |         | Schilling | 19    |
|          |                                                    | 2                 | 1. Juni               | 31. Dezember 1875 |         | Schilling | 20    |
|          |                                                    | 2 1/2             | 1. November           | 31. Dezember 1875 |         | Schilling | 21    |
|          |                                                    | 5                 | 1. Juni               | 31. Dezember 1875 |         | Schilling | 22    |
|          | Ausgabe nur für den Innendienst                    | 10                | 1. Januar             | 31. Dezember 1874 |         | Schilling | 12    |
|          |                                                    | 30                | 1. Januar             | 31. Dezember 1874 |         | Schilling | 13    |
| Kreuzer  |                                                    |                   |                       |                   |         |           |       |
| Bild     | Beschreibung                                       | Werte in Kreuzer  | Ausgabe- datum (1872) | gültig bis        | Auflage | Entwurf   | MiNr. |
|          | Kleiner Brustschild, Kreuzer                       | 1                 | 1. Januar             | 31. Dezember 1874 |         | Schilling | 7     |
|          |                                                    | 2                 | 1. Januar             | 31. Dezember 1874 |         | Schilling | 8     |
|          |                                                    | 3                 | 1. Januar             | 31. Dezember 1874 |         | Schilling | 9     |
|          |                                                    | 7                 | 1. Januar             | 31. Dezember 1874 |         | Schilling | 10    |
|          |                                                    | 18                | 1. Januar             | 31. Dezember 1874 |         | Schilling | 11    |
|          | wie MiNr. 8, jedoch geringfügig geänderter Farbton | 2                 | 1. April              | 31. Dezember 1874 |         | Schilling | 15    |
|          | Großer Brustschild, Kreuzer                        | 1                 | 1. Juni               | 31. Dezember 1874 |         | Schilling | 23    |
|          |                                                    | 2                 | 1. Juni               | 31. Dezember 1874 |         | Schilling | 24    |
|          |                                                    | 3                 | 1. Juni               | 31. Dezember 1874 |         | Schilling | 25    |
|          |                                                    | 7                 | 1. Juni               | 31. Dezember 1874 |         | Schilling | 26    |
|          |                                                    | 9                 | 1. November           | 31. Dezember 1874 |         | Schilling | 27    |
|          |                                                    | 18                | 1. Juni               | 31. Dezember 1874 |         | Schilling | 28    |